# Bohdan Jeliński
Bohdan Jan Jeliński (ur. 8 lutego 1947, zm. 23 października 2024) – polski ekonomista, profesor nauk ekonomicznych, wykładowca akademicki.

## Życiorys
W 1975 doktoryzował się, a habilitował w 1984. W 2010 uzyskał tytuł profesora nauk ekonomicznych.
Pracował w Wyższej Szkole Społeczno-Ekonomicznej w Gdańsku, na Uniwersytecie Gdańskim oraz w Wyższej Szkole Administracji i Biznesu im. Eugeniusza Kwiatkowskiego w Gdyni.

## Odznaczenia
- Srebrny Krzyż Zasługi (2005)[6][2]
- Brązowy Krzyż Zasługi[2]
- Srebrna Odznaka Polskiego Towarzystwa Ekonomicznego[2]
- Złoty Medal za Długoletnią Służbę[2]
- Nagroda Ministra Szkolnictwa Wyższego[2]
- Medal Komisji Edukacji Narodowej[2]